# Keunen
Keunen (varianten: Ceunen, Keune, Kuenen, Köhnen) is de naam van meerdere families in (voornamelijk) de Nederlandse regio's Kempen, Peelland, Noord-Limburg en de Achterhoek, in Belgisch-Limburg, en in het Duitse Rijnland en Westfalen.

## Bergeijkse Keunens
De bekendste familie Keunen is een schepenenfamilie Keunen die haar 17e-eeuwse oorsprong in Riethoven en Bergeijk vindt en in de tweede helft van de 19e eeuw als fabrikant van leder, lucifers en bijenwas tot de grootste werkgevers van de industriestad Eindhoven behoorde. De genealogie van deze familie Keunen is gepubliceerd in het genealogisch naslagwerk Nederland's Patriciaat.

### Bekende telgen
Johannes Janszn. Ceunen (1712-1802) was een Bergeijkse grootgrondbezitter die meerdere watermolens bezat en verpachtte aan derden, in feite een vroege vorm van industrialisering. De Dommelse watermolen behoorde tot zijn bezit. Kleinzoon Henri Keunen (1804-1887) was de oprichter van de Koninklijke Lederfabriek Gebroeders Keunen te Eindhoven in 1828. Zijn zonen waren later eveneens directeur of firmant van het bedrijf en trouwden binnen de autochtone fabrikantenfamilies van de opkomende industriestad. Everard Keunen (1842-1915) en Henri Keunen (1845-1923) zetten hun vaders imperium voort. Geleidelijk groeide dit met bedrijven als de sigarenfabriek Prinzen & Keunen, de Koninklijke Lucifersfabrieken Mennen & Keunen N.V. (mede opgericht door Everard in 1870) met een dochteronderneming in het Franse Pont à Mousson, de lederfabriek Keunen Bros Ltd. in Engeland en KosterKeunen U.S.A. Inc. in de staat New York. Henri's dochter Maria Anna Keunen (1834-1903) huwde met de pedagoog Jan Jozef de Vlam (1828-1898), die vele initiatieven op onderwijsgebied in Zuidoost-Brabant entameerde. De Vlam was gemeenteraadslid in Eindhoven, schoolopziener van het arrondissement Eindhoven en een van de leermeesters van de historicus Hendrik Ouwerling. In de loop van de 20e eeuw werd de industriële rol geleidelijk vervangen door een rol binnen de academische wereld. In de familie komen diverse artsen en hoogleraren voor.

## Peellandse Keunens

### Geschiedenis van de familie
De stamvader van de Peellandse Keunens was Ansem Koerskens, die werd geboren rond 1410. Hij woonde vermoedelijk te Gemert, waar ook zijn nazaten nog eeuwen zouden wonen. Ansems kleinzoon Anssem Jan Anssems huwde met Catharina van der Schout, de dochter van Conegondt weduwe Goessen Wouter van der Schout.
Jan (ca. 1520 - voor 1608) en Peter (ca. 1531 - tussen 1602 en 1604), de kinderen van Anssem en Catharina, noemden zich met het metroniem Kuenen of Coenen, naar hun grootmoeder Conegondt (Cunegonda). Beide broers werden de stamvaders van twee takken Keunen. De laatste nazaat van Jan die de naam Keunen droeg, was Anna Maria Keunen (1817-1895). Met haar stierf de tak van Jan uit. Anna Maria was de schoonmoeder van Henri van Aalen en daarmee de moeder van de vermoorde Netje Breijnaerts. Peters nageslacht draagt nog steeds de naam Keunen. De familie hing echter op een bepaald moment aan een zijden draadje, want alle huidige naamdragers stammen af van Pieter Keunen (1797-1889), die als baby met zijn ouders naar Deurne kwam. Dit dorp is nog altijd de belangrijkste woonplaats van deze Keunens. De bekendste nazaat van Pieter is Ton Keunen, musicalacteur.